# Peter Velits
Peter Velits (født 21. februar 1985) er en slovakisk forhenværende professionel landevejsrytter. Hans bror Martin Velits var ligeledes også professionel cykelrytter.
Hans største sejr kom da han vandt guld ved U23-klassens VM i landevejscykling i 2007